# Route 390 (Québec)
Pour les articles homonymes, voir Route 390.
La route 390 (R-390) est une route régionale québécoise d'orientation est / ouest située sur la rive nord du fleuve Saint-Laurent. Elle dessert la région administrative de l'Abitibi-Témiscamingue.

## Tracé
La route 390 débute à Palmarolle, à l'angle de la route 393. Elle suit un tracé presque totalement rectiligne pour atteindre la route 111 à Taschereau.

## Localités traversées (d'ouest en est)
Liste des municipalités dont le territoire est traversé par la route 390, regroupées par municipalité régionale de comté.

### Abitibi-Témiscamingue
Abitibi-Ouest
- Palmarolle
- Poularies
- Taschereau

## Intersections majeures
| MRC           | Municipalité | km    | Destinations                               | Notes |
| ------------- | ------------ | ----- | ------------------------------------------ | ----- |
| Abitibi-Ouest | Palmarolle   | 0,00  | R-393 – Duparquet, Rouyn-Noranda, La Sarre |       |
| Abitibi-Ouest | Poularies    | 15,90 | R-101 – Macamic, Rouyn-Noranda             |       |
| Abitibi-Ouest | Taschereau   | 38,70 | R-111 – La Sarre, Amos                     |       |
|               |              |       |                                            |       |